# كأس إنترتوتو 1989
كأس إنترتوتو 1989 هو الموسم 29 من كأس إنترتوتو. فاز فيه نادي أوربرو.